# 赤城観光自動車
赤城観光自動車株式会社（あかぎかんこうじどうしゃ）は、群馬県みどり市に本社を置くバス事業者である。貸切バスの運行の他、みどり市東町路線バスと電話でバスを受託運行している。

## 沿革
- 1953年11月5日 - 創業・設立
- 1989年4月8日 - 小平線（赤城駅 - 小平）、大間々循環線（赤城駅 - 町内循環）受託運行開始。
- 2009年3月24日 - 小平線、大間々循環線、桐原阿左美線廃止し、デマンド方式の「電話でバス」に移行。

## 受託運行バス路線
※平日・土日祝日とも運行ダイヤは同一

### 小中線
- 神戸駅 - 改善センター - 小中橋 - 花小橋 - 追付橋
  - 朝の神戸駅行と夕方の神戸駅発の1日1往復のみ

### 二区集会所線
- 神戸駅 → 改善センター → 小中橋 → 二区集会所 → 栃原 → 花小橋 → 小中橋 → 改善センター → 神戸駅
  - 朝に1日1本のみ

### 花輪線
- 神戸駅 - 改善センター - 小中橋 - 大曲 - 花輪駅
  - 朝に1日往復のみ

### 美術館線・沢入線
※時刻表は一体化されている
- 神戸駅 - 改善センター - ダムサイド - 富弘美術館 - （国民宿舎） - オートキャンプ場 - 沢入駅
  - 沢入線は、かつては「沢入春場見線」で、沢入駅の先・春場見まで運転されていた。
  - 美術館線は、かつては「美術館循環線」で、「神戸駅 - 童謡ふるさと館 - ダムサイド - 富弘美術館 - ダムサイド - 改善センター - 神戸駅」と循環する路線であった。
  - 2024年（令和6年）3月4日改正で、サンレイク草木閉館に伴い、国民宿舎バス停を廃止した[2]。

### 電話でバス
- デマンド方式で電話予約を受けて運行する。

市外へも運行するが、予約区間のうち、乗車または降車地点のどちらかがみどり市内とする必要がある。
居住地に関係なく誰でも利用できる。

### かつて運行していた路線
※括弧内は不経由便あり
- 小平線
  - （赤城駅 - さくらもーる北） - 赤城駅 - 5丁目 - 大間々庁舎 - 4丁目 - 大間々駅 - コノドント館前 - 一丁目上 - 福岡中央小 - 鍾乳洞前 - 小平
- 大間々循環線
  - 赤城駅 - 5丁目 - 大間々庁舎 - 4丁目 - コノドント館前 - 一丁目上 - 上原団地前 - いこいの家 - 下神梅 - 上神梅（折返） - 上神梅駅 - 浄水場入口 - （塩沢公民館） - 浄水場入口 - いこいの家 - 大間々駅 - 4丁目 - 大間々庁舎 - 5丁目東 - 相生団地 - 諸町十字路 - 赤城駅
- 桐原阿左美線
  - 大間々駅 - 4丁目 - 大間々庁舎 - 5丁目東 - 7丁目東 - 赤城駅 - かたくりの湯 - 笠懸庁舎 - 岩宿駅北口 - 東邦病院 - パル文化ホール（折返） - 東邦病院 - 岩宿駅南口 - 笠懸庁舎 - かたくりの湯 - 赤城駅 - 桐原宿 - いこいの家 - 上原団地前 - 2丁目東 - 自音寺入口（折返） - 大間々駅

## 車両

### 貸切バス
- 日野・セレガ、ヒュンダイ・ユニバースなどを使用している[3]。

### 受託運行バス
- 東町路線バスでは日野・ポンチョを[4]、電話でバスではトヨタ・ハイエースを使用している[5]。